# 维尔马斯
维尔马斯是德国巴伐利亚州的一个市镇。总面积12.17平方公里，总人口639人，其中男性315人，女性324人（2011年12月31日），人口密度53人/平方公里。